# Liste der Biografien/Elj
Liste der Biografien |
Portal Biografien |
Personensuche
# |
A |
B |
C |
D |
E |
F |
G |
H |
I |
J |
K |
L |
M |
N |
O |
P |
Q |
R |
S |
T |
U |
V |
W |
X |
Y |
Z |
?
 
Ea |
Eb |
Ec |
Ed |
Ee |
Ef |
Eg |
Eh |
Ei |
Ej |
Ek |
El |
Em |
En |
Eo |
Ep |
Eq |
Er |
Es |
Et |
Eu |
Ev |
Ew |
Ex |
Ey |
Ez
 
Ela |
Elb |
Elc |
Eld |
Ele |
Elf |
Elg |
Elh |
Eli |
Elj |
Elk |
Ell |
Elm |
Eln |
Elo |
Elp |
Elr |
Els |
Elt |
Elu |
Elv |
Elw |
Ely |
Elz
Die Liste der Biografien führt alle Personen auf, die in der deutschsprachigen Wikipedia einen Artikel haben. Dieses ist eine Teilliste mit 6 Einträgen von Personen, deren Namen mit den Buchstaben „Elj“ beginnt.

## Elj

### Elja
- Eljach, Omar (* 1990), schwedischer Pokerspieler
- Eljanow, Pawlo (* 1983), ukrainischer Schach-Großmeister
- Eljaschib, biblischer Hohepriester zur Zeit Nehemias
- Eljaschiw, Schlomo (1841–1926), kabbalistischer Autor
- Eljaschoff, Israel Isidor (1873–1924), jiddischer litauischer Schriftsteller und Journalist
- Eljasz-Radzikowski, Walery (1841–1905), polnischer Landschafts- und Historienmaler sowie Grafiker, Zeichner und Fachschriftsteller